# Pankratius von Taormina

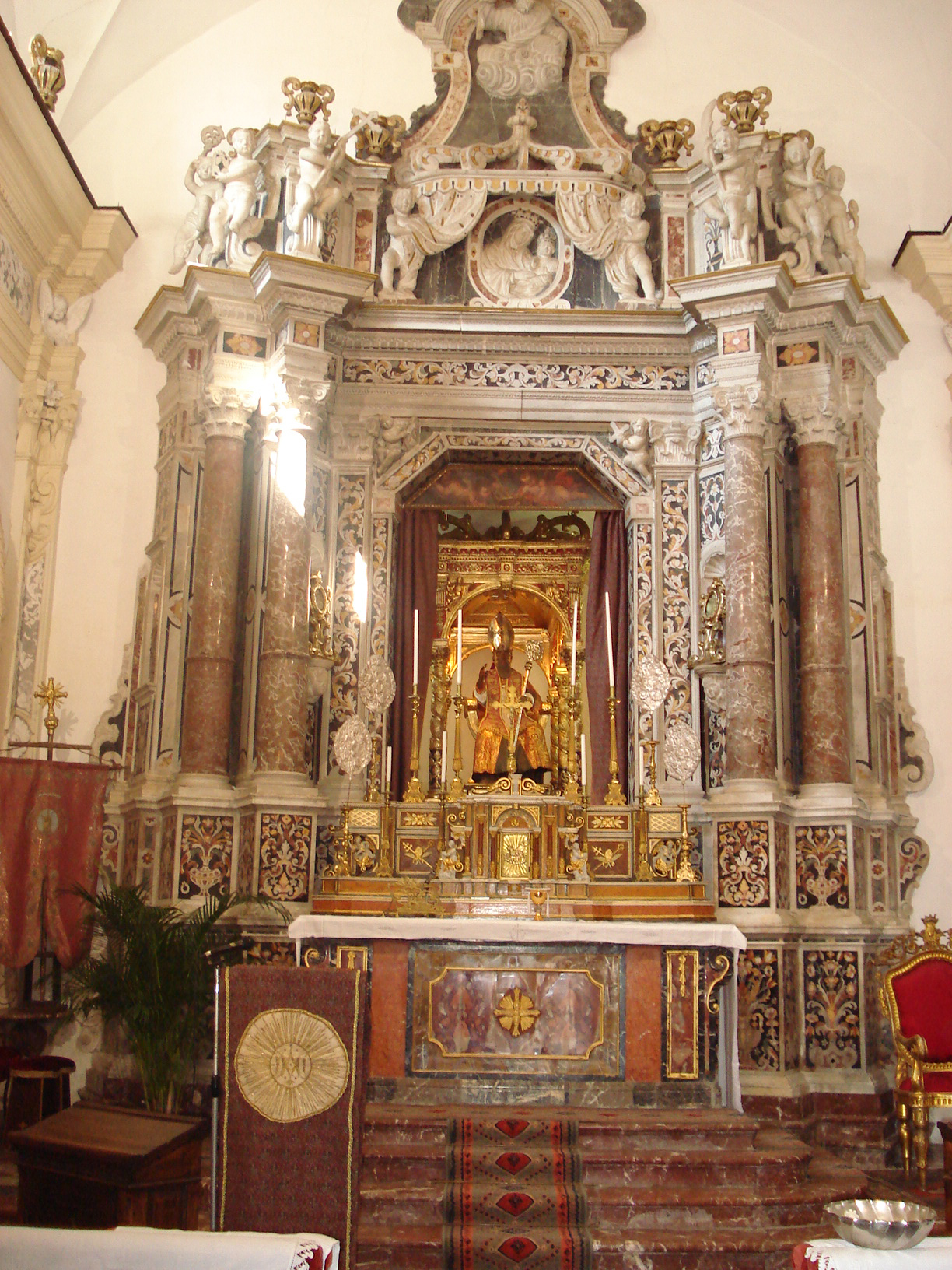
Hauptaltar von San Pancrazio in Taormina

Pankratius von Taormina war der Legende zufolge ein Märtyrer und Heiliger sowie im 1. Jahrhundert n. Chr. erster Bischof von Taormina. Seine historische Existenz ist zweifelhaft.
Pankratius soll ursprünglich aus Antiochia am Orontes stammen und mit seinen Eltern nach Jerusalem gezogen sein und dort Jesus von Nazaret begegnet sein. Später habe er sich in Antiochia taufen lassen und sich an der Schwarzmeerküste in eine Höhle zurückgezogen, wo Paulus ihn gefunden habe. Dieser habe ihn zur Mission ins sizilische Taormenum (heute:Taormina) gesandt, wo Pankratius als erster Bischof der Stadt amtiert habe und er schließlich wegen seines christlichen Glaubens gesteinigt worden sei.
Die Legende um Pankratius ist vor allem in einer griechischsprachigen Heiligenvita überliefert, deren Autor sich Euagrios nennt und als Zeitgenosse und Weggefährte des Heiligen ausgibt. Tatsächlich ist der Text jedoch wohl erst im 8. Jahrhundert entstanden und besitzt keinen historischen Quellenwert für die frühchristliche Zeit.
Gedenktag des Heiligen ist traditionell der 3. April, doch wird des Pankratius heute vor allem am 8. Juli sowie am 9. Juli gedacht; letzteres Datum gilt als der Tag seines Martyriums. Reliquien des Pankratius werden in Rom und auf dem Berg Athos aufbewahrt. In Taormina wurde ein früherer Isis-Tempel in eine Kirche umgewandelt, die dem Heiligen gewidmet ist.